# ریزموش فربه‌دم
ریزموش فربه‌دم (نام علمی: Sminthopsis crassicaudata) نام یک گونه از سرده ریزموش‌ها است.